# Maria Jottini
Maria Jottini, o Iottini; talvolta indicata anche come Jattini o Jattoni (Alessandria, 13 settembre 1921 – Broni, 16 luglio 2007), è stata una cantante italiana.

## Biografia
All'età di 18 anni, nel 1939, vinse la prima Gara nazionale per gli artisti della canzone, indetta dall'Eiar. Con l'orchestra di Pippo Barzizza portò al successo la canzone Maramao perché sei morto, scritta da Mario Panzeri e cantata dalla Iottini con l'accompagnamento del Trio Lescano. In poco tempo si guadagna il soprannome di Usignolo della radio. Apparve anche, nel 1940, in un film dedicato appunto a questo mezzo di comunicazione di massa, Ecco la radio!.
Alla fine degli anni quaranta si ritirò dalle scene perché si sposò, diventò mamma e si trasferì a Firenze.
Nel 1958 rientrò nel mondo della musica come soprano lirico leggero, lavorando tra l'altro al Maggio Musicale Fiorentino e al Teatro Regio di Parma, riscuotendo molti successi fino agli anni ottanta. Nel 1987 fece una breve apparizione nel film I miei primi quarant'anni (con Carol Alt) interpretando una cantante lirica.
Negli ultimi anni della sua vita si ritirò a Broni.
Il suo corpo riposa ad Antella, frazione di Bagno a Ripoli, località limitrofa a Firenze, dove era vissuta col suo amatissimo figlio.

## Discografia parziale

### 78 giri
- 1939:  Facci una fischiatina/Bisbigliando uh uh (Cetra, IT 563)